# Étaules (Côte-d’Or)
Étaules település Franciaországban, Côte-d’Or megyében. Lakosainak száma 349 fő (2022. január 1.). Étaules Messigny-et-Vantoux, Darois, Val-Suzon és Hauteville-lès-Dijon községekkel határos.

## Népesség
A település népességének változása:
| Lakosok száma | 90   | 221  | 242  | 248  | 256  | 266  | 300  | 325  | 348  | 349  |
|               | 1968 | 1982 | 1990 | 2006 | 2012 | 2015 | 2017 | 2019 | 2020 | 2022 |